# 당신이 혹하는 사이
《당신이 혹하는 사이》는 SBS TV에서 방송되는 교양 프로그램이다.

## 방송 시간
| 방송 채널 | 방송 시즌 | 방송 기간                          | 방송 시간                        | 비고      |
| --------- | --------- | ---------------------------------- | -------------------------------- | --------- |
| SBS TV    | 1기       | 2021년 4월 28일 ~ 2021년 5월 26일  | 매주 수요일 밤 9:00 ~ 10:40      | 분리 편성 |
| SBS TV    | 2기       | 2021년 8월 12일 ~ 2021년 10월 14일 | 매주 목요일 밤 10:30 ~ 12:00     | 중간 광고 |
| SBS TV    | 3기       | 2022년 1월 5일 ~ 2022년 4월 27일   | 매주 수요일 밤 10:40 ~ 12:20     | 중간 광고 |
| SBS TV    | 4기       | 2022년 8월 27일 ~ 2022년 11월 5일  | 매주 토요일 저녁 8:35 ~ 밤 10:00 | 중간 광고 |

## 진행자
| 역대 | 출연진 및 패널                               | 방송 기간                         | 방송 회차  |
| ---- | -------------------------------------------- | --------------------------------- | ---------- |
| 1대  | 송은이, 윤종신, 유빈, 봉태규, 주우재, 변영주 | 2021년 8월 12일 ~ 2022년 4월 27일 | 1회 ~ 12회 |
| 2대  | 전현무, 주우재, 변영주, 봉태규               | 2022년 8월 27일 ~ 2022년 11월 5일 | 1회 ~ 10회 |

## 에피소드 목록

### 파일럿
| 회차 | 방송일   | 제목 (타이틀)                    | 풀영상 | 비고 |
| ---- | -------- | -------------------------------- | ------ | ---- |
| 1회  | 2월 17일 | 빌 게이츠의 코로나19 배후 음모론 |        |      |
| 2회  | 2월 24일 | 윤영실 실종 사건                 |        |      |
| 2회  | 2월 24일 | 후쿠시마 정화조 의문사 사건      |        |      |

### 시즌 1
| 회차 | 방송일   | 제목 (타이틀)                                             | 게스트      |
| ---- | -------- | --------------------------------------------------------- | ----------- |
| 1회  | 4월 28일 | 강남경찰서 형사 의문사 사건과 버닝썬 게이트 연관성 음모론 | 권일용      |
| 1회  | 4월 28일 | 후쿠시마 정화조 의문사 사건                               | 장진        |
| 2회  | 5월 5일  | 김정남 피살 사건                                          | 곽재식      |
| 2회  | 5월 5일  | UFO와 AREA 51에 대한 음모론                               | 맹성렬      |
| 3회  | 5월 12일 | 서울 대학로 백골 사건과 731 부대 연관성                   | 권일용      |
| 3회  | 5월 12일 | 존스타운 집단자살사건                                     | 타일러 라쉬 |
| 4회  | 5월 19일 | 장기매매 및 인신매매 관련 도시전설                        | 권일용      |
| 4회  | 5월 19일 | 시어도어 카진스키와 MK 울트라                             | 곽재식      |
| 5회  | 5월 26일 | 남해고속도로 실종사건과 확증편향                          | 권일용      |
| 5회  | 5월 26일 | 전남 무안 쇠말뚝 사건과 일제풍수모략설                    | 곽재식      |

### 시즌 2
| 회차 | 방송일    | 제목 (타이틀)                          | 게스트          |
| ---- | --------- | -------------------------------------- | --------------- |
| 1회  | 8월 12일  | 일론 머스크와 비트코인의 연관성 음모론 | 타일러 라쉬     |
| 1회  | 8월 12일  | 마이애미 좀비 사건과 마약의 연관성     | 정명섭          |
| 2회  | 8월 19일  | 530GP 사건                             | 권일용          |
| 3회  | 8월 26일  | 세타가야 일가족 살인사건 혐한 음모론   | 권일용          |
| 3회  | 8월 26일  | 댄 쿠퍼 사건의 CIA 연관성 음모론       | 타일러 라쉬     |
| 4회  | 9월 2일   | 일제매장금과 정치비자금 음모론         | 심용환          |
| 4회  | 9월 2일   | 피자게이트 1부                         | 타일러 라쉬     |
| 5회  | 9월 9일   | 개구리 소년 실종 사건                  | 권일용          |
| 5회  | 9월 9일   | 피자게이트 2부                         | 타일러 라쉬     |
| 6회  | 9월 16일  | 방사능 홍차                            | 일리야 벨랴코프 |
| 6회  | 9월 16일  | 초능력자 음모론 1부                    | 강성주          |
| 7회  | 9월 23일  | 1986년 서울대생 자살 사건              | 권일용          |
| 7회  | 9월 23일  | 초능력자 음모론 2부                    | 강성주          |
| 8회  | 9월 30일  | 청산가리 막걸리 사건                   | 권일용          |
| 9회  | 10월 7일  | 시간여행자 음모론                      | 김상욱          |
| 9회  | 10월 7일  | 진 시버그 의문사 FBI 개입 음모론       | 심용환          |
| 10회 | 10월 14일 | 여운형 암살의 미스테리                 | 심용환          |
| 10회 | 10월 14일 | 랩틸리언 음모론                        | 정명섭          |

### 시즌 3
| 회차 | 방송일   | 제목 (타이틀)                             | 게스트          | 풀영상 | 비고 |
| ---- | -------- | ----------------------------------------- | --------------- | ------ | ---- |
| 1회  | 1월 5일  | 선거판의 여우, 엄창록 음모론              | 심용환          |        |      |
| 1회  | 1월 5일  | 고래 게임, 그리고 악마 조나단 갈린도      | 권일용          |        |      |
| 2회  | 1월 12일 | 순천 청산가리 막걸리 사건 두번째          | 박준영          |        |      |
| 2회  | 1월 12일 | 판빙빙의 실종과 음모론                    | 심용환          |        |      |
| 3회  | 1월 19일 | 김정은 대역 음모론                        | 안드레이 란코프 |        |      |
| 3회  | 1월 19일 | 판빙빙 실종 음모론과 중국 정치 스캔들     | 심용환          |        |      |
| 4회  | 1월 26일 | COVID-19 백신 음모론                      | 곽재식, 조동찬  |        |      |
| 4회  | 1월 26일 | 청주 유골 430구와 5.18 북한군 개입 음모론 | 심용환          |        |      |
| 5회  | 2월 23일 | 5.18 광주 민주화운동 북한군 개입설의 진실 | 심용환          |        |      |
| 5회  | 2월 23일 | AI 킬러 로봇                              | 김지율          |        |      |
| 6회  | 3월 16일 | 이휘소 사망의 진실                        | 곽재식          |        |      |
| 6회  | 3월 16일 | 오사마 빈 라덴 음모론                     | 알파고 시나씨   |        |      |
| 7회  | 3월 23일 | 조승희 음모론의 진실                      | 권일용          |        |      |
| 7회  | 3월 23일 | 전 세계를 위협하는 미확인 구름의 실체     | 유만선          |        |      |
| 8회  | 3월 30일 | 미국판 살인의 추억                        | 권일용          |        |      |
| 8회  | 3월 30일 | 전 세계를 위협하는 미확인 구름의 실체     | 권재식          |        |      |
| 9회  | 4월 6일  | 사라진 사이비 살아있는 음모론             | 권재식          |        |      |
| 9회  | 4월 6일  | 아웅산 테러 사건의 진실                   | 심용환          |        |      |
| 10회 | 4월 13일 | 이 선을 넘지 마시오                       | 권일용          |        |      |
| 11회 | 4월 20일 | 기공사 엄신                               | 김동현 외 2명   |        |      |
| 11회 | 4월 20일 | 이규완, 14조 유산                         |                 |        |      |
| 12회 | 4월 27일 | 요코타 메구미 음모론                      | 호사카 유지     |        |      |
| 12회 | 4월 27일 | 존. F케네디 대통령 암살                   | 타일러 라쉬     |        |      |

### 시즌 4
| 회차 | 방송일    | 제목 (타이틀)                  | 게스트                    | 풀영상 | 비고 |
| ---- | --------- | ------------------------------ | ------------------------- | ------ | ---- |
| 1회  | 8월 27일  | 개구리 소년 살인 음모론        | 권일용                    |        |      |
| 1회  | 8월 27일  | 미 의회의 UFO 공개 청문회      | 츄                        |        |      |
| 2회  | 9월 3일   | 오피스텔 미스터리              | 권일용                    |        |      |
| 2회  | 9월 3일   | 4.49 찰나의.찰칵               | 박효주                    |        |      |
| 3회  | 9월 17일  | 동방항공 여객기 추락           | 신소율                    |        |      |
| 3회  | 9월 17일  | 사라진 살인범                  | 권일용                    |        |      |
| 4회  | 9월 24일  | 보험 살인                      | 권일용, 청하              |        |      |
| 4회  | 9월 24일  | 보험 살인                      | 권일용, 청하              |        |      |
| 5회  | 10월 1일  | 속초 암매장 살인               | 권일용, 김히어라          |        |      |
| 5회  | 10월 1일  | 러시아 VS 우크라이나           | 이미도, 일리야 벨라코프   |        |      |
| 6회  | 10월 8일  | 일본 내각부 직원 변사 사건     | 호사카 유지               |        |      |
| 6회  | 10월 8일  | 마네킹 괴담                    | 현봉식                    |        |      |
| 7회  | 10월 15일 | 아파트 살인사건                | 장원영                    |        |      |
| 7회  | 10월 15일 | 일본 침몰 그녀가 본 미래?      | 곽재식                    |        |      |
| 8회  | 10월 22일 | 호텔 욕조에서 익사한 7세       | 코드 쿤스트, 써니         |        |      |
| 8회  | 10월 22일 | 브리트니 머피의 죽음           | 강승윤, 주성철            |        |      |
| 9회  | 10월 29일 | 칠곡 산소통 청부 살해 미스터리 | 코드 쿤스트, 츄, 문성준   |        |      |
| 9회  | 10월 29일 | 장국영은 왜 우리 곁을 떠났나   | 김영민, 주성철            |        |      |
| 10회 | 11월 5일  | 악마의 사자 VS 정의의 사도     | 코드 쿤스트, 쿠기, 심용환 |        |      |
| 10회 | 11월 5일  | 기후 사기극                    | 김보라, 곽재식            |        |      |

## 결방 및 편성 변경 안내
2022년
- 2월 2일 : 설날특선영화 《강릉》 편성으로 인한 결방.
- 2월 9일 : 《골 때리는 그녀들》 편성으로 인한 결방.
- 3월 2일 : 《대한민국 제20대 대통령 선거》 제20대 대통령 선거 후보자 토론 생방송으로 인한 결방.
- 3월 9일 : 《대한민국 제20대 대통령 선거》 개표방송으로 인한 결방.
- 9월 10일 : 추석특선영화 《장르만 로맨스》 편성으로 인한 결방.

## 같이 보기
관련 항목
- 미스터리
- 사건

방송 프로그램
- 역사저널 그날 (KBS 1TV)
- 공개수사 실종, 제보자들, 표리부동 (KBS 2TV)
- 생방송 방과 후 듄듄 (EBS 1TV)
- 우리시대, 리얼스토리 눈 (MBC TV)
- 긴급출동 SOS 24, 심장이 뛴다, 꼬리에 꼬리를 무는 그날 이야기 (SBS TV)
- 진상월드 (MBN)
- 구조신호 시그널 (TV조선)
- 알쓸범잡 (tvN)
- 이숙영의 러브FM, 윤수현의 천태만상 (SBS 러브FM)
- 김영철의 파워FM, 두시탈출 컬투쇼 (SBS 파워FM)
- 황우창의 음악정원 (cpbc FM)
- 여성시대, 싱글벙글쇼, 지금은 라디오 시대 (MBC 표준FM)